# Dmitri Kombarov
Dmitri Vladimirovich Kombarov - em russo: Дмитрий Владимирович Комбаров - (Moscou, 22 de janeiro de 1987) é um futebolista russo que atua como lateral-esquerdo ou meia. Atualmente, joga pelo Spartak Moscou.

## Seleção Nacional
Estreou pela Seleção Russa principal em 29 de fevereiro de 2012 em partida amistosa contra a Dinamarca.

## Vida pessoal
É irmão gêmeo do também futebolista Kirill Kombarov.

## Títulos
Spartak Moscou
- Campeonato Russo: 2016–17
- Supercopa da Rússia: 2017